# 証券市場新聞
証券市場新聞（しょうけんしじょうしんぶん　英称：market press）は、ココ・パートナーズ株式会社（本社：大阪市中央区）が発行する新聞。略称はmarketpress。証券専門誌。

## 概要
- 証券市場新聞は、株式会社証券市場新聞社（大阪市中央区南船場3-7-27）が運営する証券専門紙。2009年5月1日付けで廃刊した株式市場新聞などの運営スタッフや元外資系金融機関のスタッフなどにより2015年12月に創刊。購読料は2019年1月現在無料で、国内で唯一、スマートフォンやタブレットでの購読を想定した証券専門紙「証券市場新聞PDF版」を毎週月曜日に発行、火曜から木曜日には、その日のマーケットや企業の動きを総括した「証券市場新聞 夕刊 PDF版」を発行し、リアルタイムのマーケットニュースは公式ページで配信している。
- 株式評論家の高野恭壽が、株式市場新聞時代と同じコーナー名「高野恭壽のこれでどゃ！」で連載、日本初の資産運用コンテスト「第一回S1グランプリ」にて約1万人の参加者の中から優勝した岡山憲史(株式会社マーケットバンク 代表取締役)や、国際テクニカルアナリストなども寄稿している。
- 個別銘柄の動きに重点を置いた「正直じいさんの大判小判」や「転ばぬ先のテクニカル」を毎日連載
- 総合経済メディアMONEY VOICE（マネーボイス）でも株式欄の「展望」で証券市場新聞の記事が掲載されている。